# Emilio Costantini

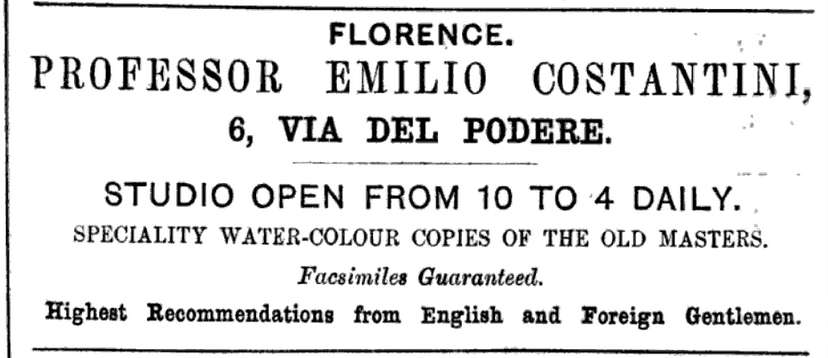
Pubblicità per le riproduzioni di Old Master di Costantini, "Handbook for Lancashire", 1880

Emilio Costantini (1842 – 1926) è stato un pittore e mercante d'arte italiano.

## Biografia
Originario di Genzano di Roma, ma stabilito a Firenze, ha insegnato all'Istituto statale d'arte di Firenze. 
Era in contatto regolare con importanti mercanti d'arte dell'epoca, come Herbert Percy Horne e Bernard Berenson; in particolare, tramite Berenson, vendette il Ritratto di Fedra Inghirami di Raffaello ad Isabella Stewart Gardner nel 1898. La corrispondenza tra Berenson e Gardner rivela che, inizialmente, il primo aveva poca fiducia nell'onestà di Emilio Costantini e di suo figlio e collaboratore David Costantini ("Vi avverto che sempre più sfacciatamente i commercianti italiani commerciano falsi, e i più grandi di questo giro sono i Costantini"), ma questa opinione è stata poi riconsiderata. Fu anche in contatto con importanti dealer londinesi come Edgar Vincent d'Abernon e Walter Dowdeswell.
Costantini era ben considerato nella società londinese come un artista specializzato in copie di antichi dipinti ad olio . Dal 1888 al 1891 produsse quattordici copie ad acquarello di importanti capolavori, per lo più italiani, per l'Arundel Society. Nel 1887 si recò a Viseu in Portogallo, per esiguire una copia del San Pietro di Grão Vasco.